# 岩城重隆 (戦国武将)
岩城 重隆（いわき しげたか）は、戦国時代の武将。岩城氏15代当主。陸奥国大館城主。

## 略歴
岩城由隆の次男として誕生。兄に成隆（政隆）がいたとされる。この時期の岩城氏の続柄や継承関係は不明だが、由隆の跡は成隆が継ぎ、重隆は分家して白土姓を名乗っていたという。成隆は常陸国の常陸江戸氏と結び、佐竹氏に軍事的圧力をかけ常陸に勢力を伸ばそうとしたが失敗した。時期は不明だが成隆はまもなく死去し、重隆が当主となった。
重隆は当初、白河結城氏と同盟関係を固めることにより、伊達稙宗の縁戚となって勢力が盛んとなっていた近隣の相馬氏や田村氏と対抗しようとしたが、長女・久保姫の嫁ぎ先をめぐって伊達氏や相馬氏と対立し軍事的な争いにまで発展した結果、敗れ、久保姫を伊達晴宗（稙宗の長男）に輿入れせざるをえなくなったという。久保姫を巡る争いについては諸説あり、時期も明確ではないが、その際に晴宗と久保姫の子を岩城氏の養子に迎えることを約束させたという。天文10年（1541年）、上洛して叙位・任官された。
天文11年（1542年）に勃発し、奥州を巻き込んだ戦乱に発展する伊達氏の内訌・天文の乱では、重隆は晴宗方として行動した。翌天文12年（1543年）に稙宗方の伊達郡懸田城主・懸田俊宗を攻めている。天文15年（1546年）、稙宗方の二本松義氏が二本松氏庶流で晴宗方・本宮宗頼の拠る本宮城を攻め落とすと、重隆は逃亡した宗頼を保護している。
天文16年（1547年）、佐竹義昭と江戸忠通との和平の執成しをしている。同年6月、晴宗の要請を受け蘆名盛氏と共に安積口に出兵した。10月には稙宗方の相馬顕胤を、翌天文17年（1548年）3月には田村隆顕を攻めている。晴宗から蘆名盛氏と共にその勇戦ぶりを賞賛された。また、晴宗と連絡をとりつつ田村氏や二本松氏の内部抗争を誘発させ、弱体化を図るなど調略も駆使した。
天文17年（1548年）に天文の乱が終息すると、田村氏や相馬氏との抗争を継続する一方で、伊達氏、蘆名氏、佐竹氏との間で外交戦略を駆使し生き残りを図った。伊達氏より鶴千代丸（後の親隆）を迎えたのもこの頃である。やがて周辺の石川氏や白河結城氏が佐竹氏への従属度を深めていくと、重隆は親隆に家督を譲り、その正室に佐竹義昭の娘を迎え友好関係を結ぼうとしたが、佐竹義昭・義重父子の南奥進出の野心を抑えることはできなかった。一門である船尾氏の佐竹氏への従属はその象徴的な出来事である。
永禄12年（1569年）、死去。